# Tommaso Cannizzaro
Tommaso Cannizzaro (Messina, 17 de agosto de 1838 — Messina, 25 de agosto de 1921) foi um poeta, crítico literário e tradutor italiano, grande conhecedor da literatura lusófona, tendo mantido correspondência com Antero de Quental e colaborado no periódico Ave Azul (1899-1900). Em jovem foi apoiante de Giuseppe Garibaldi, patriota e cultor do Romantismo. Escreveu em italiano, francês e siciliano.

## Biografia
Nasceu em Messina, na Sicília, filho de Francesco e de Domenica Arena. Ainda adolescente, estudou literatura com Vincenzo Amore e filosofia com Giuseppe Crisafulli Trimarchi, mas, revelando-se um verdadeiro autodidacta, dedicou-se sem frequentar o ensino formal ao estudo das línguas neolatinas, conseguindo dominar com fluência a sua fonética e grafia.
Em 1860 aderiu ao movimento de reunificação e emancipação do povo italiana, liderado por Giuseppe Garibaldi, alistando-se no corpo dos Cacciatori del Faro (Caçadores do Farol).
A sua primeira produção literária foi um opúsculo em verso, intitulado La Voir, escrito em francês e publicado em Messina no ano de 1862.
Viajou durante um ano pela Europa, visitando a França, a Espanha, a Inglaterra e Malta, travando conhecimento com importantes figura da literatura, entre os quais Victor Hugo, que com ele simpatizou e com quem estabeleceu laços de amizade. Em Fevereiro de 1863, Cannizzaro conheceu Adèle Hugo, filha do grande escritor francês: propôs-lhe casamento uma primeira vez a 4 de Maio de 1863 e uma segunda vez a 2 de Junho daquele ano, mas foi recusado.
Voltou a realizar uma grande viagem pela Europa no ano de 1888, estabelecendo novos contactos com escritores e críticos literários e iniciando colaboração em diversas revistas literárias.
Ao longo da sua carreira, afirmou-se como historiador da literatura, poeta e como um reputado crítico literário a cujas opiniões era dado um alto valor. Esse reconhecimento valeu-lhe ser feito sócio da Academia Francesa, da Philosophical Society of Philadelphia, do Instituto de Coimbra e da Accademia nazionale di San Luca de Roma, entre outras.
Deixou uma extensa produção literária, aliando trabalhos originais com traduções das línguas francesa, espanhola, portuguesa, inglesa, alemã, sueca, checa e húngara.
Em 1884 um editor da Boémia, o Prof. Jaroslav Vrchlický, recolheu muita da poesia de Cannizzaro num volume que publicou com o título Výbor básní –Tom. Cannizzaro  (Praga 1884).
Também traduziu do espanhol o Cantar de mio Cid e do francês Les Orientales de Victor Hugo, de quem se tornou amigo. Traduziu para siciliano a Divina Comédia de Dante Alighieri, obra que publicou em 1904.
As suas recolhas de poesia são: Ore segrete (1862); In solitudine (1876); Cianfrusaglie (1884); Tramonti (1892); Gouttes d'âme (1892); Quies (1896); Vox rerum (1900).

## Obras mais conhecidas
- Ore segrete, Messina, 1862.
- In solitudine carmina (dois volumes), 1876, 1880.
- Foglie morte, 1882.
- In solitudine (versos escolhidos). Milano, Brigola, 1883.
- Épines et Roses, 1884.
- Cianfrusaglie, 1884.
- Tramonti, 1892.
- Uragani, 1892.
- Gouttes d'Ame, 1892.
- Cinis, 1894.
- Quies, 1896.
- Vox Rerum, 1900.
- Il lamento di Lisabetta da Messina e la leggenda del vaso di basilico, Catania, Battiato, 1902.
- Lettera al prof, Alessandro d'Ancona. Messina, 1903
- Canti popolari della provincia di Messina (mais de 3000; com prefácio e notas ilustrativas).
- Eundo, nuovi versi.
- Antelucane.
- Dernières Étoiles, nouveaux vers francais
- Pensieri, Natura, Vita, Società, Amore e donne, Arte e Poesia, Varia.
- Della natura o di quel che non è - Saggio filosofico

## Traduções
- La mia Visita a E. Sanson boia di Parigi, obra de Henri Marquand (Guernsey, 1815-1895), Catania, 1879.
- Fiori d'Oltralpe da varie lingue antiche e moderne. Messina, 1884.
- Fiori d'Oltralpe, II série, 1893.
- Sonetti completi di Arthero de Quental (do português, em colaboração com G. Zuppone Strani), 1898.
- Carlos de Lemos. Georgica, versão italiana, do português, 1899.
- Dalle Folhas Caidas di Almeida Garrett, versão italiana da obra portuguesa, 1899.
- Le orientali ed altre poesie. V. Hugo Catania, Battiato, 1902.
- La Commedia di Dante, primeira tradução em língua siciliana. Messina, Principato, 1904.
- Cinquanta sonetti di L. Camoens traduzido do português, com um estudo do Prof. A. Padula. «Camoens Petrarchista» Napoli, 1904.
- Il Gran Marchese, tradução do português de Macedo Papanca Conde de Monserraz com proémio e notas do prof. A. Padula. Napoli, 1905.
- Il Poema del Cid, tradução do antigo castelhano. Catania, 1907.
- Hávamál, poema traduzido da Edda Antica (na « Nuova Rassegna di Lett. Moderne ». Firenze, 1907.

Traduções inéditas:
- Il Canzoniere di Mirza Schaffy dal tedesco di F. Bodenstedt, con riproduzione della metrica dell'originale).
- I Semplici, dal portoghese di Guerra Junqueiro.
- I Sonetti di Luigi Camoens (circa 500) tradotti dal portoghese per la prima volta.
- I Sonetti Completi ed altre poesie di Anthero de Quental (traduzione di unica mano e per metà inedita).
- Fiore d'Oltralpe, terza serie, traduzioni poetiche da varie lingue europee.
- Tre muse esotiche in Francia. M.lle H. Vacaresco. M.e Lucy de Montgommery e M.e Lucile Ktzo, traduzione dal Francese.
- Le quartine di Omar Khayyàm secondo il più antico MS. esistente in Oxford e secondo la lezione di E. Heron-Allen.
- I Poemi mitici dell'Edda Antica per la prima volta tradotti in Italiano dal vecchio islandese.
- Mitologia Norrena dall'inglese di E. Rasmus Anderson.